# Canal des Ardennes

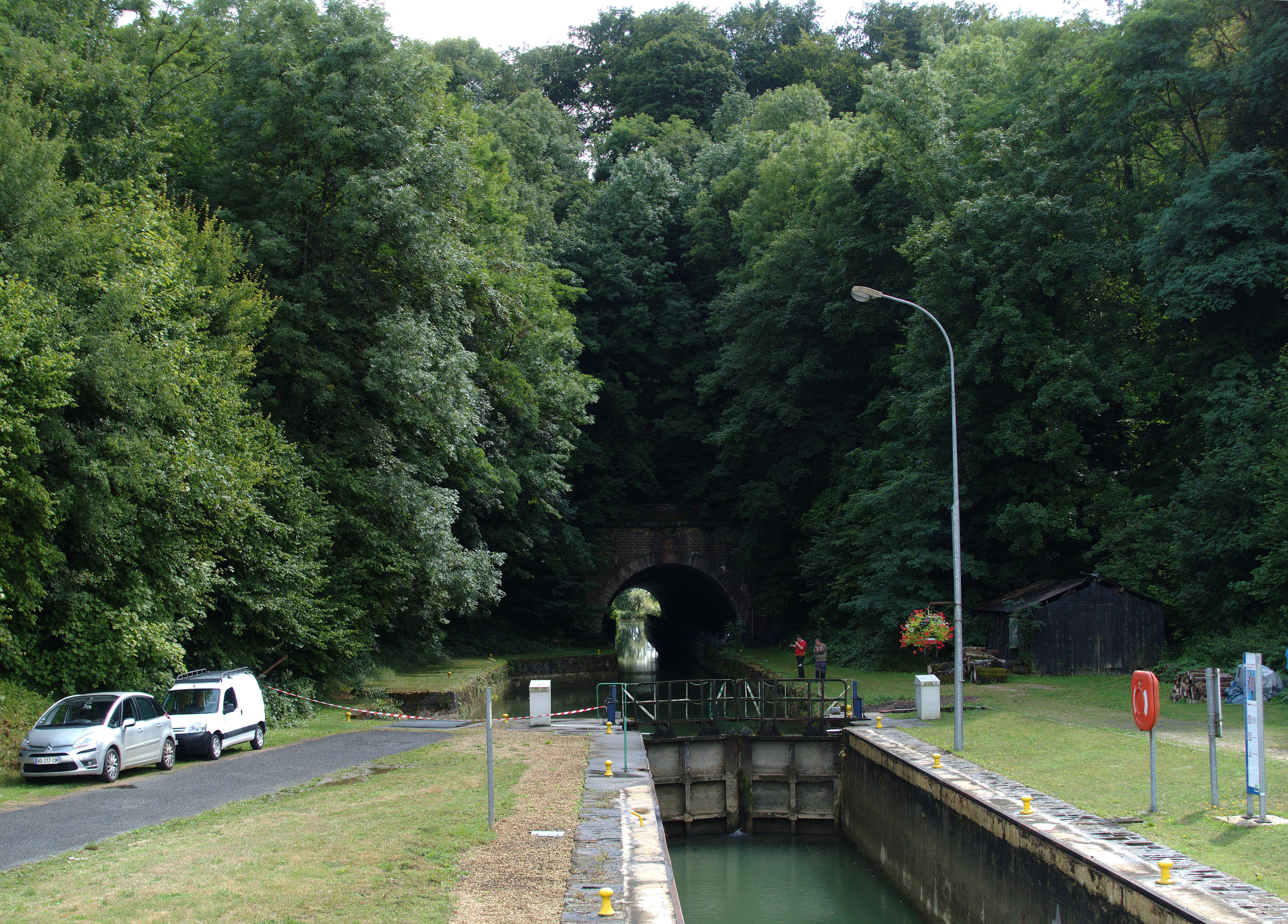
Tunnel et écluse no 4 à Saint-Aignan

Le canal des Ardennes est un canal à bief de partage au gabarit Freycinet reliant les vallées de l'Aisne et de la Meuse.

## Caractéristiques physiques

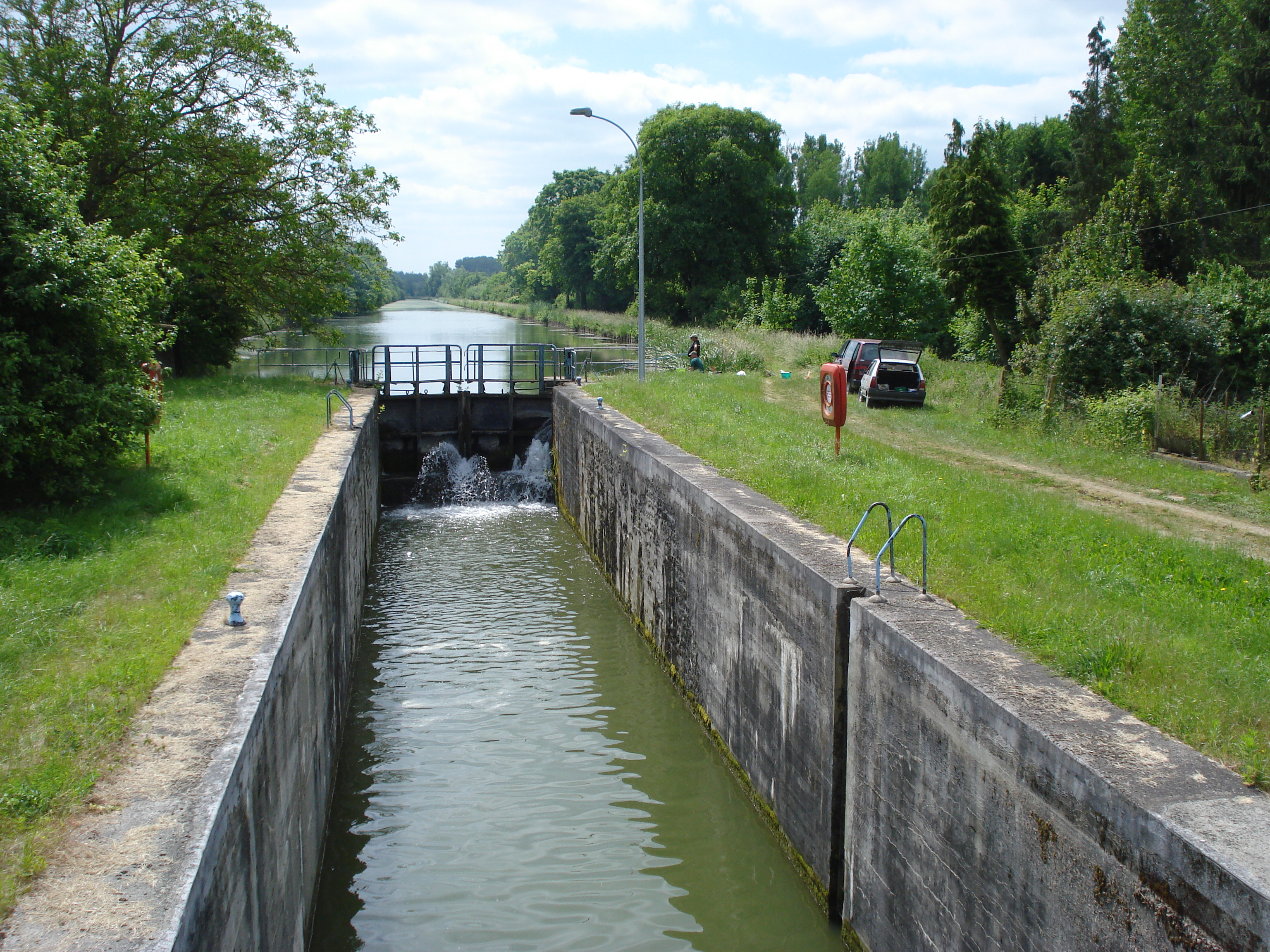
Canal de Vouziers à Vrizy

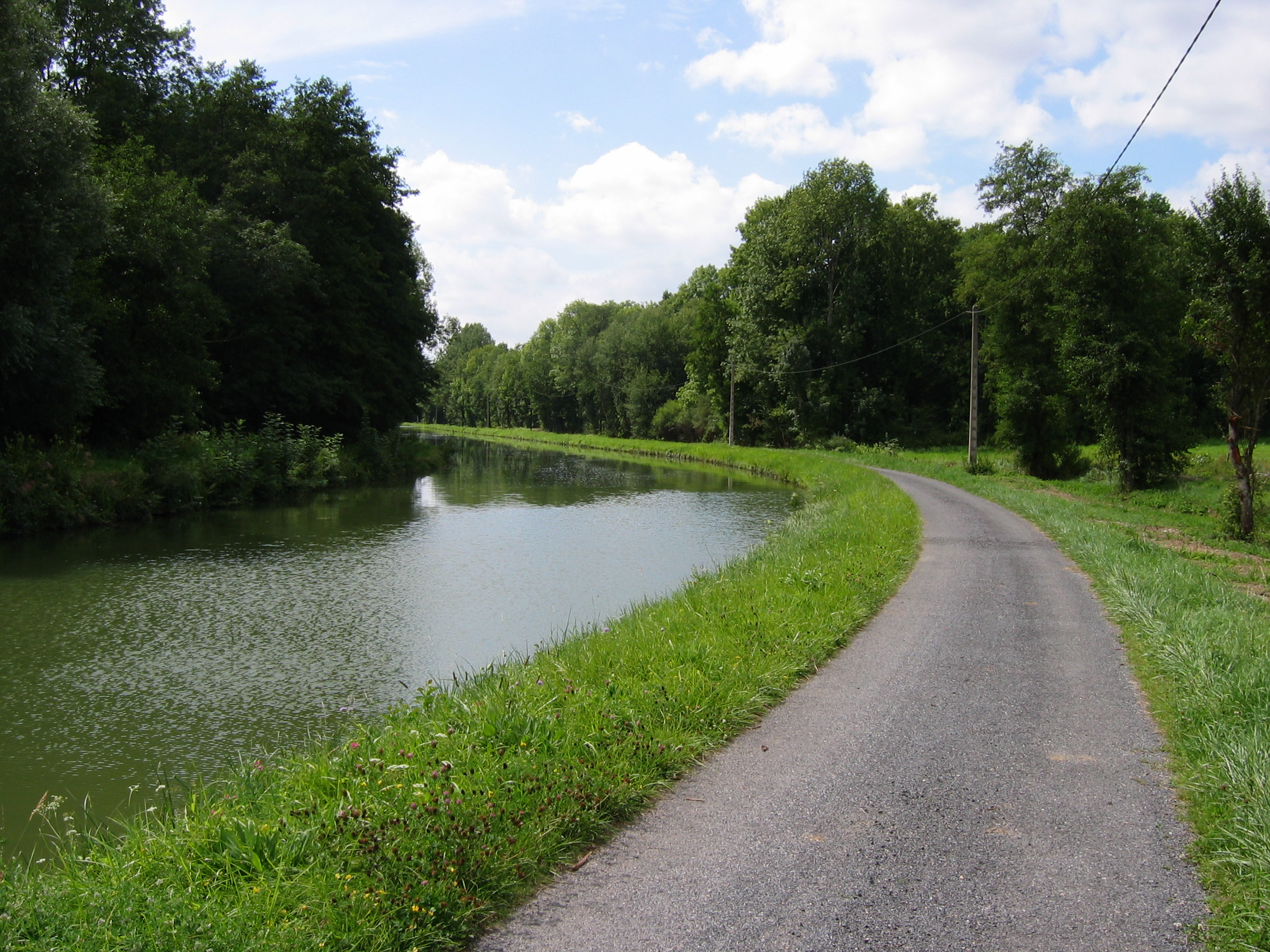
Promenade le long du canal

Long de 87,779 kilomètres, il comporte 44 écluses (37 sur le versant Aisne et 7 sur le versant Meuse), et un tunnel à Saint-Aignan.
Il relie le village de Pont-à-Bar, sur la commune de Dom-le-Mesnil (Ardennes) à la commune de Vieux-lès-Asfeld (Ardennes). Cette première partie du canal longue de 39 km permet de franchir le seuil entre les vallées de la Meuse et de l'Aisne en empruntant la vallée de la Bar, délaissée brièvement à Saint-Aignan pour un raccourci à travers un tunnel. Sur cette partie à bief de partage, il est alimenté par une réserve d'eau (lac de Bairon) et par un pompage en Meuse. Après le bief de partage il descend rapidement vers l'Aisne par une suite de 26 écluses sur seulement 9 km. À partir de Semuy le canal suit de près le cours de l'Aisne. Par endroits il emprunte même l'ancien lit de la rivière et présente de nombreux virages alors que la rivière a été déviée dans des tronçons très rectilignes. Sur son cours latéral à l'Aisne, il est alimenté par des prises d'eau régulières dans la rivière (barrages de Vouziers, Rilly, Givry, Biermes et Asfeld).
Sur le versant Aisne, il y a un embranchement long de 12,066 km pour une dénivellation de près de 9 m. C'est l'embranchement de Vouziers, aussi appelé Canal de Vouziers. Cet embranchement qui mène de Vouziers à Semuy en longeant l'Aisne comporte 4 écluses. 
Ce canal a la particularité d'avoir deux repérages kilométriques et deux comptages d'écluses, comme s'il était composé de deux canaux bien distincts. Le premier concerne la partie allant de la Meuse à l'Aisne (de Pont-à-Bar à Semuy, 39 km), c'est-à-dire la partie du canal de jonction à bief de partage, le second, entièrement latéral à l'Aisne débute à Vouziers et se poursuit latéralement à l'Aisne en aval de Semuy (59 km).
- Altitude à Vieux-lès-Asfeld : 60,55 mètres.
- Altitude à Pont-à-Bar : 151,30 mètres.
- Altitude du bief de partage : 165 mètres.

Chute moyenne des écluses : 2,68 mètres.
- Versant Aisne : 2,70 mètres.
- Versant Meuse : 2,57 mètres.

## Historique
Les premiers projets de canal datent de 1684, sous le ministère de Louvois et consistaient à utiliser et prolonger le cours de la Bar, alors navigable. Différentes propositions sont faites au cours des décennies, et des lettres patentes de juin 1776, presque un siècle plus tard, accordent au prince de Conti le privilège de sa construction et de son exploitation. Le prince décède peu de temps après et rien ne se fait. Survient la Révolution de 1789. L'assemblée constituante, relance le projet, mais faute de retrouver les études précédentes et compte tenu des événements, le sujet n'avance pas. En l'an VIII (1800), les conseillers généraux rappellent le projet au gouvernement. Le préfet Joseph Frain les appuie et argumente sur l'intérêt du canal, sur la base d'un nouveau tracé, dans un rapport du 4 octobre au ministre de l'intérieur, Lucien Bonaparte. Le successeur de celui-ci, le scientifique Jean-Antoine Chaptal, accepte d'entreprendre la construction, mais n'accorde que des fonds très réduits. Les travaux commencent lentement. Ils ne prennent vraiment d'importance que sous la seconde Restauration, avec le lancement en 1820 d'un emprunt pour financer ce projet.
L'ouverture du canal se fait entre 1827 et 1835, modernisation entre 1842 et 1846. L'embranchement de Vouziers est ouvert à la navigation en 1836. Pour ce qui concerne la partie latérale à l'Aisne soit en aval de l'écluse no 26 de Rilly, dans un  premier temps, des barrages avec passe navigable avaient été construits, puis ces parties ont été reliées par une série de biefs artificiels.
De 1842 à 1845, des améliorations sont apportées en particulier par la création du réservoir et du lac artificiel de Bairon.

### Apparition d'une plante adventice:Matricaria suaveolens
La plante adventice néophyte Matricaria suaveolens (Pursh) Buchenau, originaire de l'Amérique du Nord, apparaît en 1861 le long du canal des Ardennes, puis de 1880 à 1895 dans le Nord de la France. Elle s'est propagée avec une rapidité telle qu'elle dispute la place à Matricaria inodora « au point de paraître aussi indigène que lui »,.

## Ports
- Ports les plus importants : Rethel
- Ports de plaisance ou haltes :  Nanteuil-sur-Aisne, Rethel, Attigny, Semuy, Vouziers, Le Chesne.

## Carte à 1/50000
Carte du Canal des Ardennes au 50.000e par R. Vuillaume à Paris, aux Bureaux du "Yacht" - 55, rue de Châteaudun - 1885.

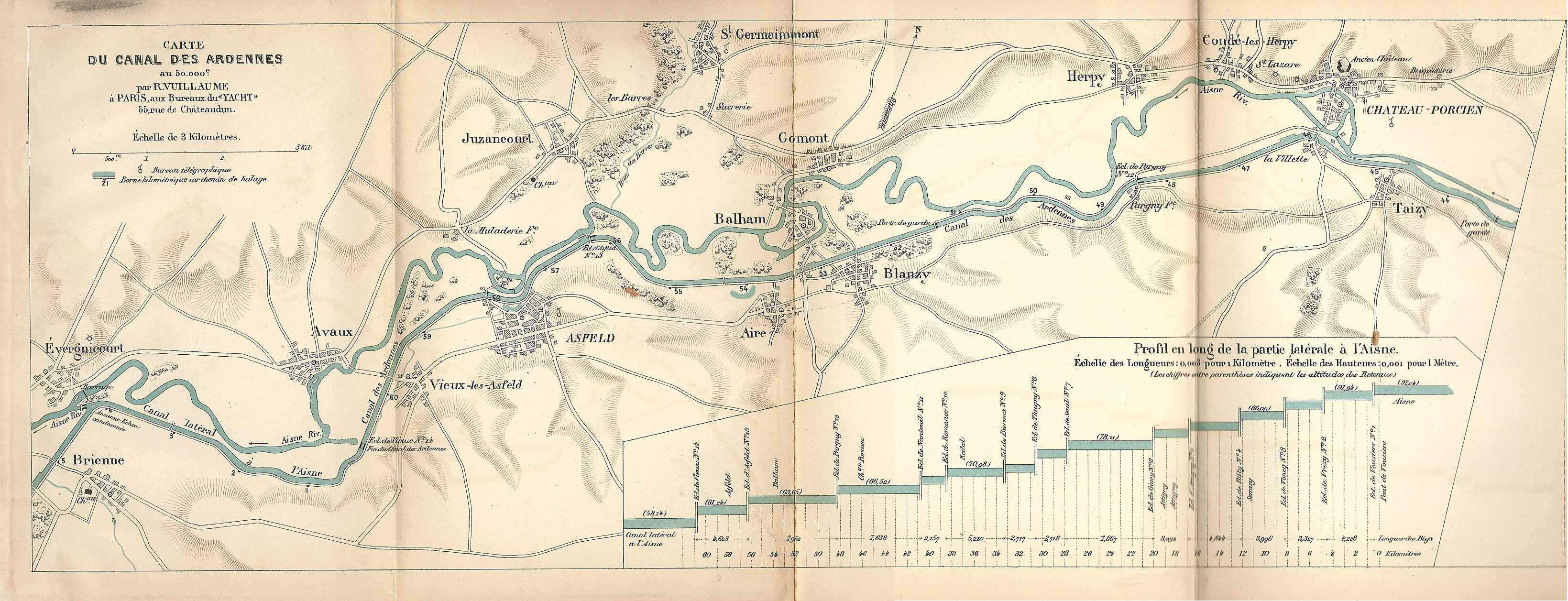
Canal des Ardennes : de Château-Porcien à Brienne-sur-Aisne
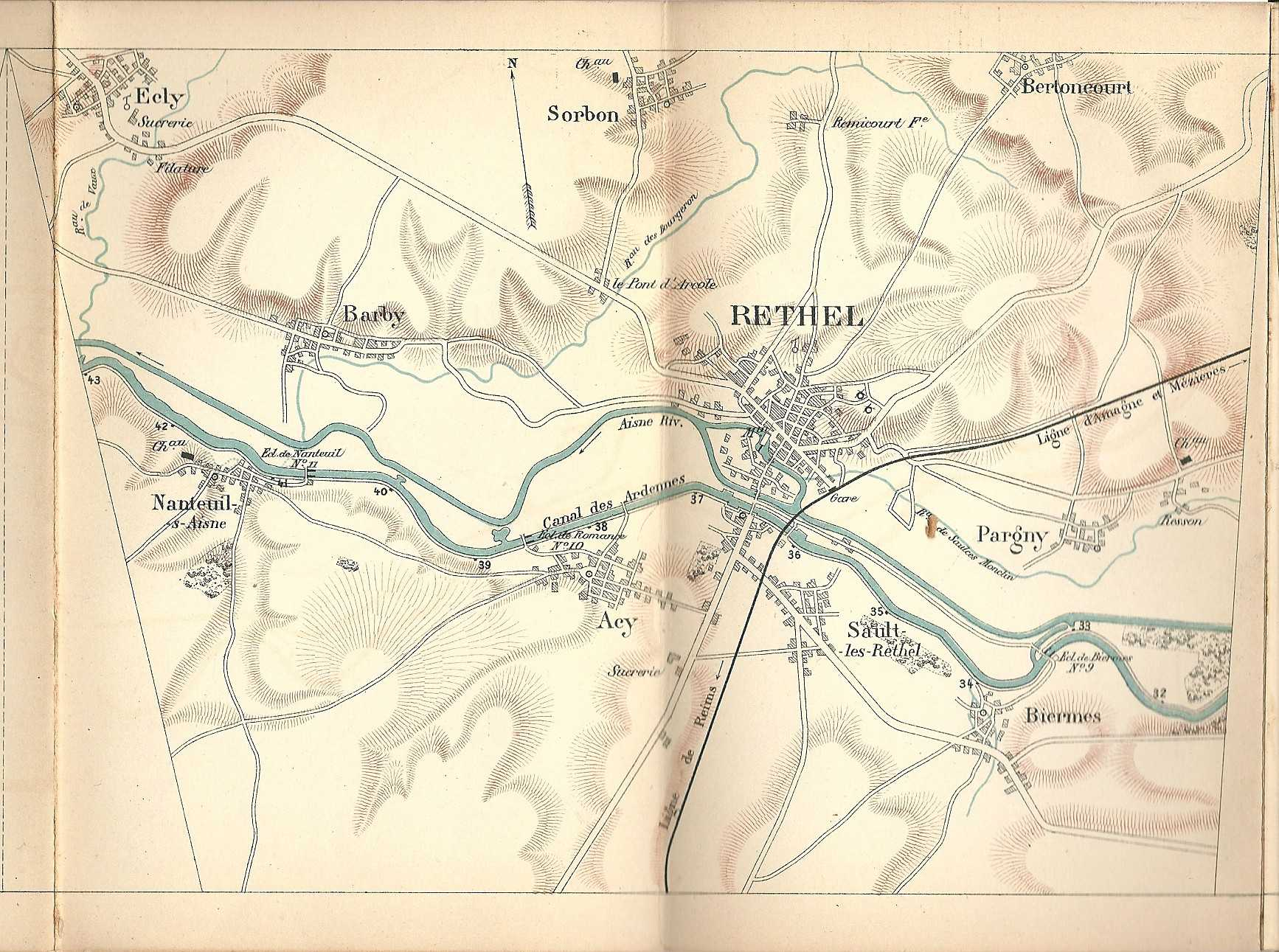
Canal des Ardennes : de Biermes à Nanteuil-sur-Aisne
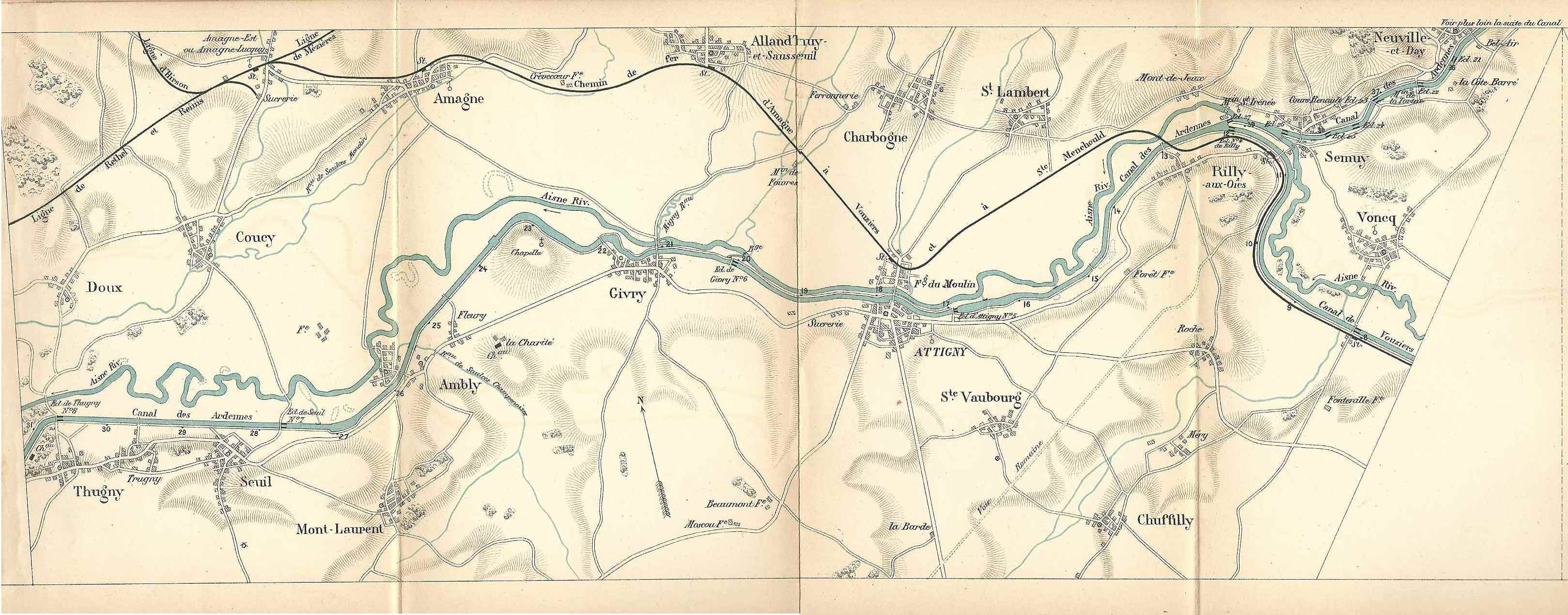
Canal des Ardennes : de Neuville-Day à Thugny-Trugny
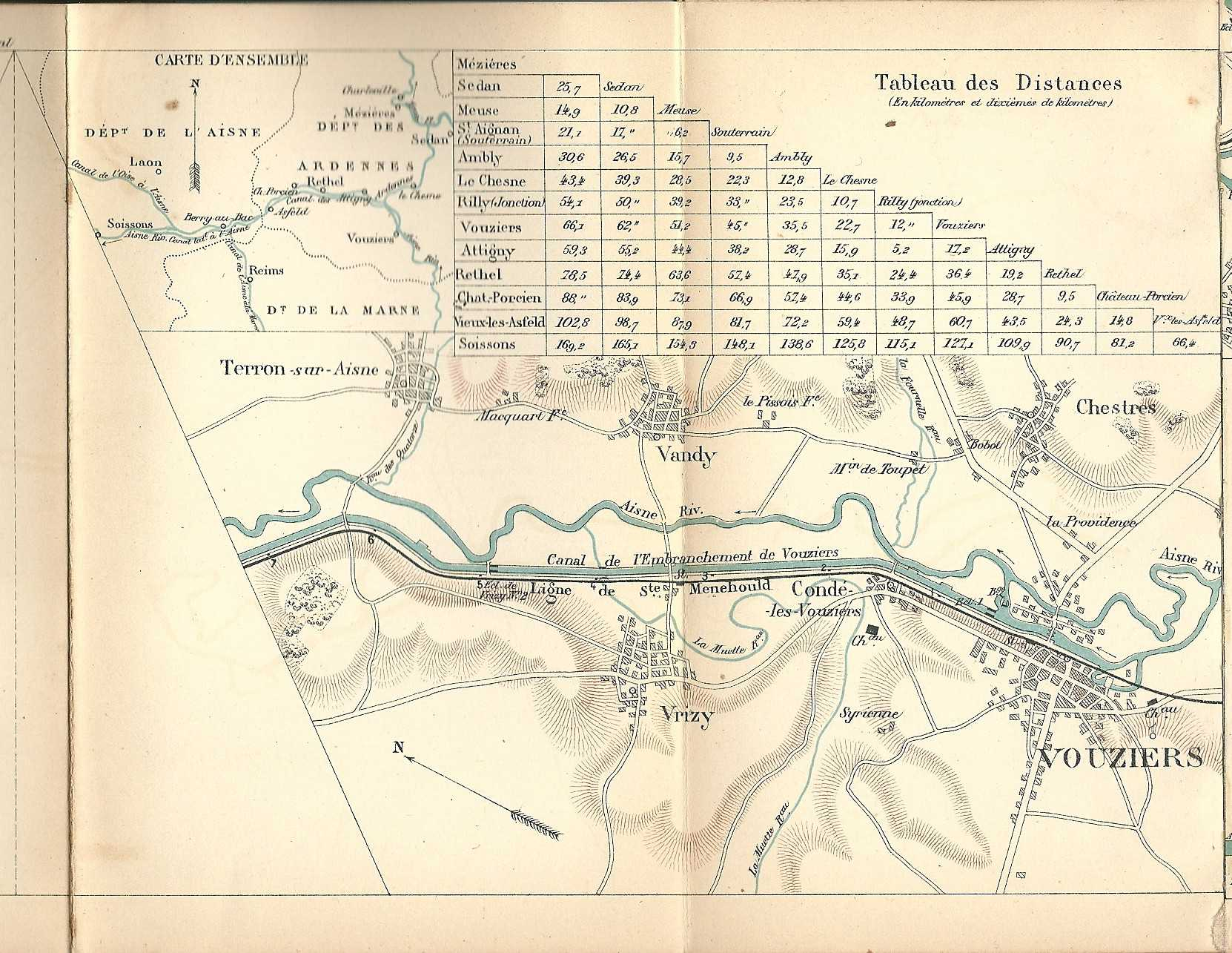
Canal de Vouziers
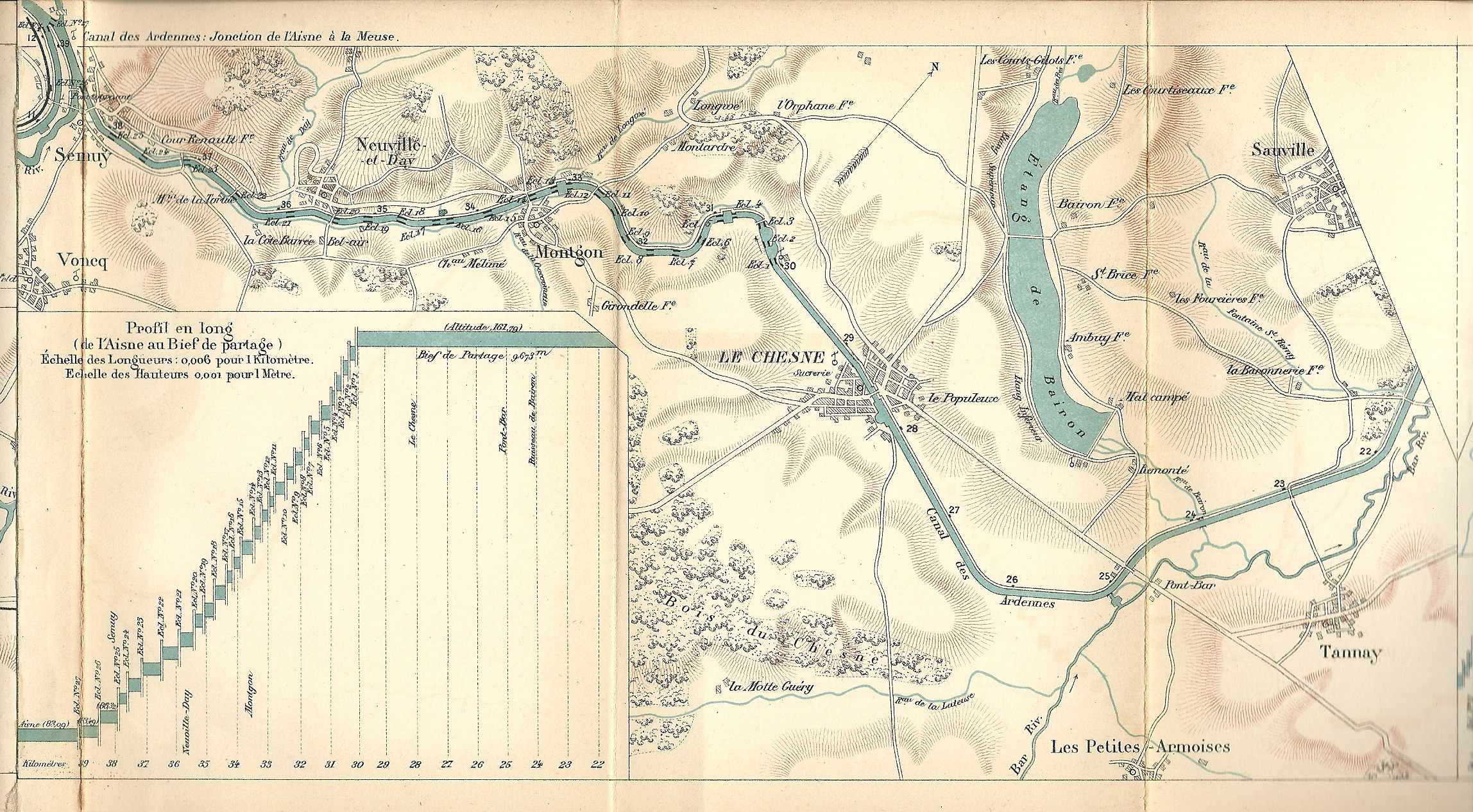
Canal des Ardennes : du bief de partage (Le Chesne & Bairon) à Semuy
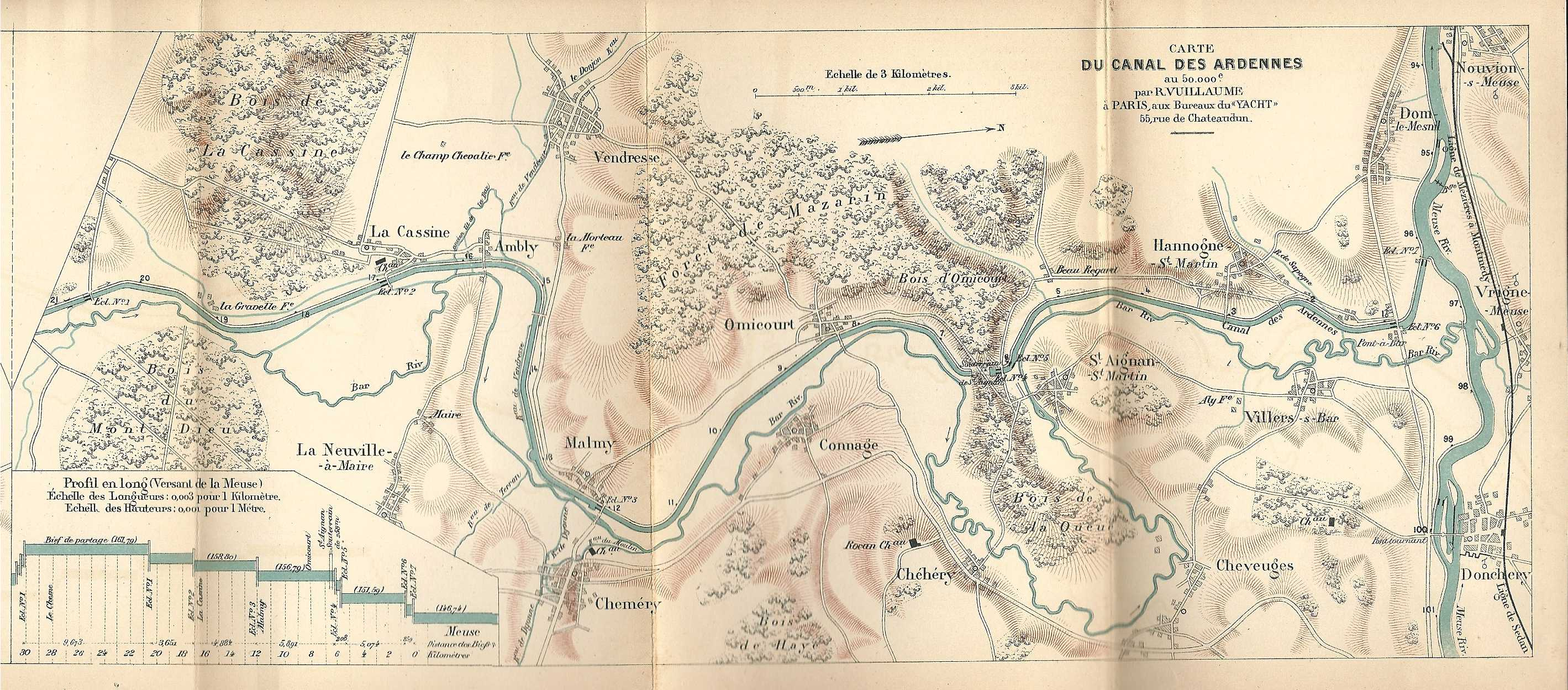
Canal des Ardennes : versant nord vers la Meuse

## Sources
Classées par date de parution.
- Joseph-Michel Dutens, Histoire de la navigation interieure de la France, t. 1, Paris, A. Sautelet & Cie et Alexandre Mesnier, 1829, 651 p. (lire en ligne), p. 536–550
- Jean-Baptiste Vifquain, Des voies navigables en Belgique : Considérations historiques suivies de propositions diverses ayant pour objet l'amélioration et l'extension de la navigation., Bruxelles, Em. Devroye, 1842, 497 p. (lire en ligne), p. 122-128.
- Ernest Grangez, Précis historique et statistique des voies navigables de la France et d'une partie de la Belgique, Imprimerie centrale de Napoléon Chaix & Cie, 1855, 796 p. (lire en ligne), p. 44-51.
- Pierre Berthot, Traité des routes, rivières et canaux., t. 3, Paris, Fanchon et Artus, 1898, 959 p. (lire en ligne), p. 747-748.
- Gilles Demuth et Jean Tulard (préface), « Les Ardennes sous le Premier Empire : le préfet Frain (1800-1814) », Revue Historique  Ardennaise, vol. XVII,‎ 1982, p. 133-248.
- Le Canal des Ardennes, Charleville-Mézières : Société d’études ardennaises, 1987.